# Ogród Zoologiczny w Pekinie

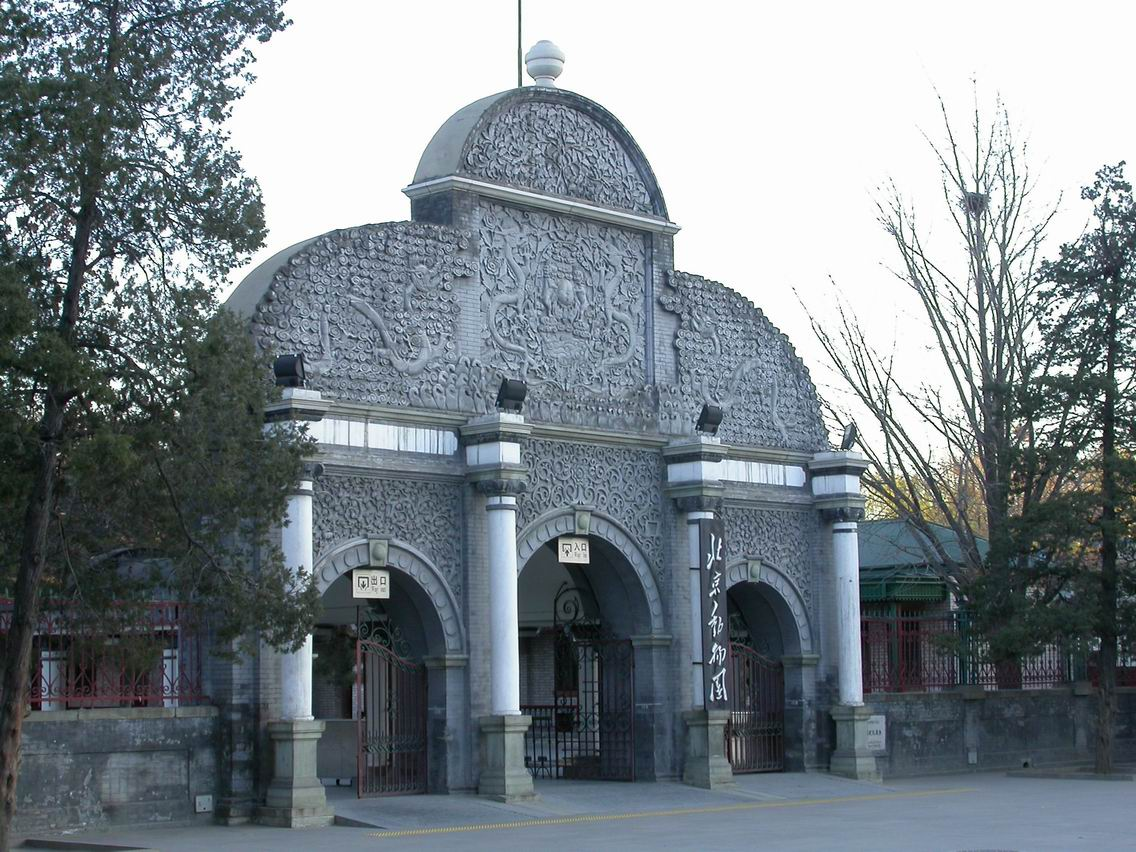
Brama główna do zoo

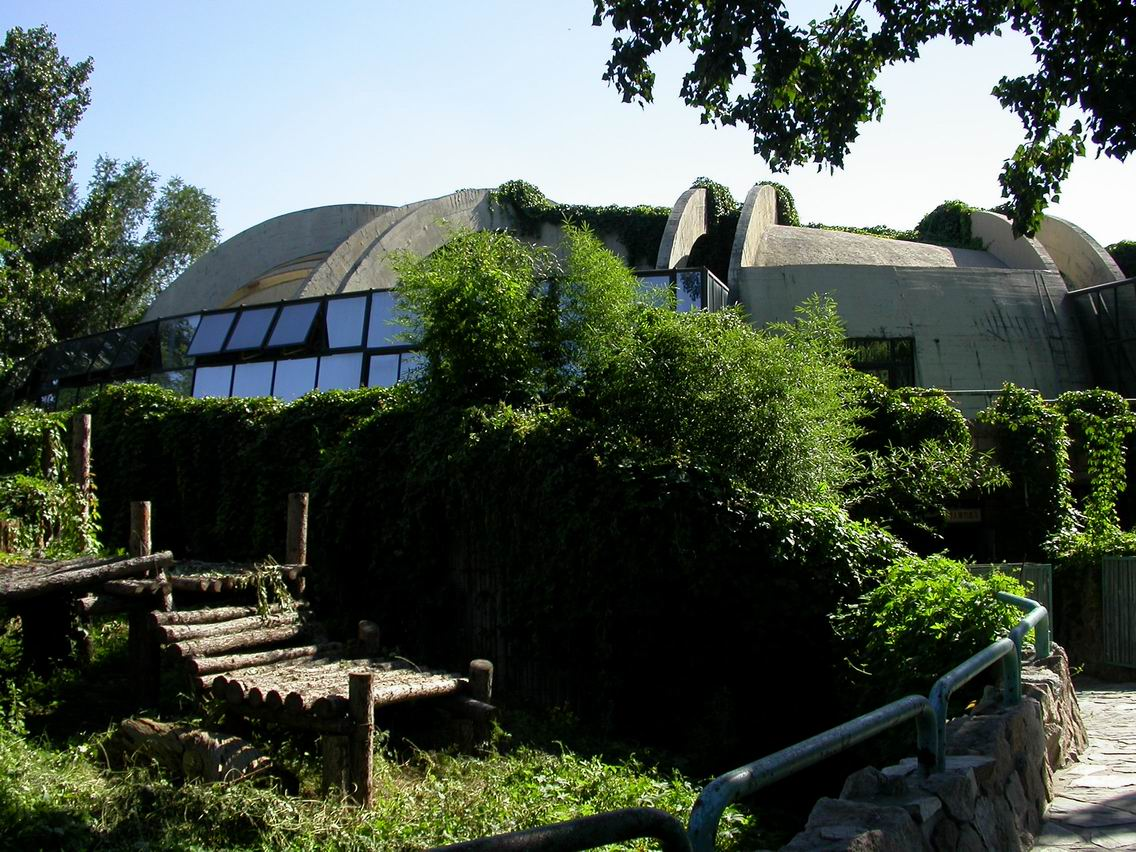
Pomieszczenie, gdzie trzymane są pandy.

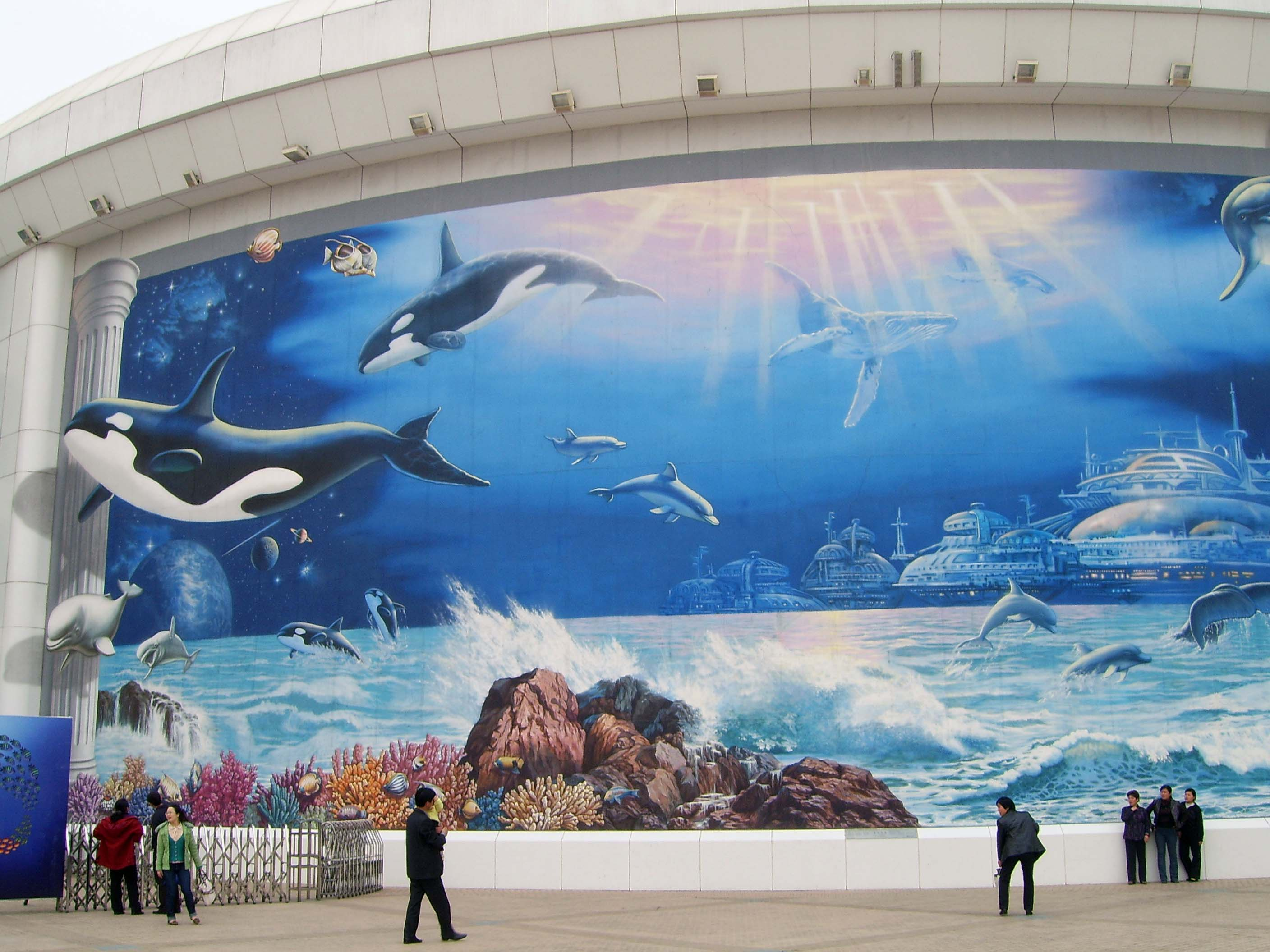
Oceanarium

Ogród Zoologiczny w Pekinie (chin. upr.: 北京动物园; chin. trad.: 北京動物園 pinyin: Běijīng Dòngwùyuán) – ogród zoologiczny usytuowany na zachód od Pekińskiego Centrum Wystawowego i naprzeciw Pekińskiego Obserwatorium Astronomicznego. Główną atrakcją zoo są pandy wielkie i rokselany.

## Historia
Na terenie dzisiejszego Ogrodu Zoologicznego w Pekinie w czasach dynastii Ming (1364–1644) znajdował się cesarski park zwany Ogrodem Radosnej Dobroci z pałacykiem zbudowanym dla księcia Kang.
Podczas panowania dynastii Qing (1644–1911) były hodowane tutaj rośliny i zwierzęta. W XVIII wieku dzisiejsze zoo było znane jako Ogrody Sanbeizi, prawdopodobnie nazwane tak na cześć trzeciego syna cesarza Kangxi, księcia Cheng Yin. Podczas panowania dynastii Qing część Ogrodów Sanbeizi, zwana Ogrodami Ciągłości (Jiyuan), stała się prywatną własnością urzędnika z Biura Spraw Pałacowych. W 1906 roku podczas panowania cesarza Guangxu park stał się eksperymentalną rolniczą fermą i zoo. Ogród został otwarty dla publiki w 1908 roku i miał wtedy powierzchnię ok. 10 ha, na których znajdowało się kilka niewielkich pawilonów, gdzie trzymano zwierzęta.
Pod rządami północnych militarystów zoo coraz bardziej podupadało. Ostatni i jedyny słoń zmarł w 1937 roku. Japończycy pod pretekstem zabezpieczenia siebie przed nalotem otruli lwy, tygrysy i lamparty. Tuż przed powstaniem ChRL w 1949 roku zoo zamieszkiwało jedynie 12 małp, dwie papugi i ślepe emu. Park został ponownie otwarły dla publiczności w 1950 roku, a od 10 kwietnia 1955 formalnie nazywa się Pekińskim Ogrodem Zoologicznym.
Zoo rozwijało się szybko i w 1987 miało powierzchnię 40 000 metrów kwadratowych. w późnych latach 50. do zoo zostały sprowadzone m.in. niedźwiedzie, słonie, pandy, lwy, tygrysy, ptaki, hipopotamy, nosorożce, antylopy i żyrafy. Zostały otwarte klatki z gorylami i małpami oraz budynek z akwariami, zawierający ponad 100 gatunków gadów z całego świata, włączając krokodyle i pytony.
Obecnie zoo zamieszkuje 7 tys. zwierząt należących do 600 gatunków, włączając pandy, gibony, słonie, nosorożce i wiele innych.
Zoo jest także znanym ośrodkiem badań zoologicznych, są w nim kolekcjonowane i hodowane dzikie ptaki i zwierzęta z różnych kontynentów.
Obecnie zoo zajmuje obszar ponad 50 000 metrów kwadratowych. W zoo znajdują się takie obiekty jak małpie wzgórze, pawilon pand, wzgórza lwów i tygrysów, pawilon słoni oraz pawilon morski i wiele innych. Na terenie całego zoo znajduje się ponad 30 dużych pawilonów. Roślinność jest zaaranżowana w sposób, który łączy w sobie sztukę ogrodniczą Wschodu i Zachodu i jednocześnie tak, żeby jak najwierniej imitować naturalne środowisko życia zwierząt.
Pawilon morski został otwarty dla zwiedzających w 1999 roku. Jest największym oceanarium w Chinach. Oprócz podziwiania wielu gatunków ryb można w nim obserwować występy delfinów i lwów morskich.
Na terenie zoo znajduje się także wiele zabytków, m.in. Pawilon Lamarcka, zbudowany w celu uczczenia pamięci słynnego francuskiego biologa – Jeana-Baptiste de Lamarcka. Wznosi się tam także Wieża Pamięci Song Jiaorena poświęcona pierwszemu przywódcy Kuomintangu. Ponadto na terenie ogrodu zoologicznego mieści się Changguanlou – dwupiętrowy, wzniesiony z drewna i cegieł budynek, w którym mieszkała Cixi oraz prawdopodobnie Sun Jat-sen podczas swojego pobytu w Pekinie.